# Mitropacup 1930
De Mitropacup 1930 was de vierde editie van de internationale beker.
Net zoals de vorige jaren namen er enkel teams deel uit Oostenrijk, Hongarije, Tsjechoslowakije en Italië. De landskampioen en bekerwinnaar (of verliezend bekerfinalist) van elk land nam deel. Er werd gespeeld met knock-outsysteem in heen- en terugwedstrijden. Bij gelijke stand na twee wedstrijden zou er een beslissende wedstrijd komen. Alle acht deelnemers startten in de kwartfinale. Újpest FC was de eerste titelverdediger die zich kon plaatsen voor de volgende editie, de club werd nu echter in de eerste ronde uitgeschakeld.
Rapid Wien dat in de eerste editie van Sparta verloor nam nu weerwraak en bracht de beker voor het eerst mee naar Oostenrijk.

## Kwartfinale
| Teams        | Teams | Teams                | Heenwedstrijd | Terugwedstrijd | Totaalscore |
| Slavia Praag | -     | Ferencvárosi TC      | 2:2           | 0:1            | 2:3         |
| Sparta Praag | -     | First Vienna FC      | 2:1 (0:0)     | 3:2 (3:1)      | 5:3         |
| Genova 1893  | -     | SK Rapid Wien        | 1:1 (0:0)     | 1:6 (1:2)      | 2:7         |
| Újpest FC    | -     | AS Ambrosiana Milaan | 2:4           | 4:2            | 6:6         |

| Teams     | Teams | Teams                | Score | Beslissende wedstrijd | Totaalscore |
| Újpest FC | -     | AS Ambrosiana Milaan | 6:6   | 1:1                   | 7:7         |
| Újpest FC | -     | AS Ambrosiana Milaan | 7:7   | 3:5                   | 10:12       |

## Halve finale
| Teams         | Teams | Teams           | Heenwedstrijd | Terugwedstrijd | Totaalscore |
| AS Ambrosiana | -     | Sparta Praag    | 2:2           | 1:6            | 3:8         |
| SK Rapid Wien | -     | Ferencvárosi TC | 5:1 (3:0)     | 0:1 (0:1)      | 5:2         |

## Finale
| Teams        | Teams | Teams         | Heenwedstrijd | Terugwedstrijd | Totaalscore |
| Sparta Praag | -     | SK Rapid Wien | 0:2 (0:1)     | 3:2 (2:1)      | 3:4         |

| Teams          | Sparta Praag - SK Rapid Wien |
| Uitslag        | 0:2 (0:1) |
| Datum          | 2 november 1930 |
| Stadion        | Letná-Stadion, Praag 25.000 toeschouwers |
| Scheidsrechter | Sophus Hansen (Denemarken) |
| Goals          | 0:1 (9.) Johann Luef, 0:2 (57.) Franz Weselik |
| Sparta Praag   | Vladimír Bělík; Jaroslav Burgr, Antonín Hojer; Jan Madelon, Karel Pešek-Káďa, Erich Srbek; Adolf Patek, Josef Košťálek, Raymond Braine, Josef Silný, Karel Hejma Trainer: John Dick          |
| Rapid Wien     | Josef Bugala; Roman Schramseis, Leopold Czejka; Karl Rappan, Josef Smistik, Johann Vana; Willibald Kirbes, Franz Weselik, Matthias Kaburek, Johann Luef, Ferdinand Wesely Trainer: Edi Bauer |

| Teams          | SK Rapid Wien - Sparta Praag |
| Uitslag        | 2:3 (1:2) |
| Datum          | 12 november 1930 |
| Stadion        | Hohe Warte, Wenen 40.000 toeschouwers |
| Scheidsrechter | Sophus Hansen (Denemarken) |
| Goals          | 1:0 (17.) Matthias Kaburek, 1:1 (25.) Josef Košťálek, 1:2 (27.) Josef Košťálek, 2:2 (67.) Josef Smistik, 2:3 (87.) Josef Košťálek                                                            |
| Rapid Wien     | Josef Bugala; Roman Schramseis, Leopold Czejka; Karl Rappan, Josef Smistik, Johann Vana; Willibald Kirbes, Franz Weselik, Matthias Kaburek, Johann Luef, Ferdinand Wesely Trainer: Edi Bauer |
| Sparta Praag   | Vladimír Bělík; Jaroslav Burgr, Josef Čtyřoký; Jan Madelon, Karel Pešek-Káďa, Erich Srbek; Karel Podrazil, Josef Košťálek, Raymond Braine, Josef Silný, Karel Hejma Trainer: John Dick       |

1927 · 1928 · 1929 · 1930 · 1931 · 1932 · 1933 · 1934 · 1935 · 1936 · 1937 · 1938 · 1939 · 1940 · 1951 · 1955 · 1956 · 1957 · 1958 · 1959 · 1960 · 1961 · 1962 · 1963 · 1964 · 1965 · 1966 · 1967 · 1968 · 1969 · 1970 · 1971 · 1972 · 1973 · 1974 · 1975 · 1976 · 1977 · 1978 · 1980 · 1981 · 1982 · 1983 · 1984 · 1985 · 1986 · 1987 · 1988 · 1989 · 1990 · 1991 · 1992